# Sala Clementina
La Sala Clementina es una sala del Palacio Apostólico cerca de la Basílica de San Pedro en la Ciudad del Vaticano. Fue establecida en el siglo XVI por el papa Clemente VIII en honor del papa Clemente I, el cuarto sucesor de San Pedro. La Sala Clementina está cubierta de frescos renacentistas y valiosas obras de arte. Es utilizada por el papa como una sala de recepción y, en algunos casos, sede de varias ceremonias y ritos católicos. La Sala Clementina es la cámara en la que el equipo del Papa se reúne para la visita privada por parte de funcionarios del Vaticano, al igual que puede ser usado para funerales como fue el caso del papa Juan Pablo II. El cuerpo del Papa en el cargo es entonces tradicionalmente trasladado desde la Sala Clementina y ceremonialmente pasa a través de la Plaza de San Pedro a la Basílica de San Pedro o a la Basílica de San Giovanni en Laterano.
Sobre las puertas aparece el fresco El martirio de San Clemente, del pintor neerlandés Paul Bril. En la pared opuesta aparecen los frescos El bautismo de San Clemente de los pintores italianos Cherubino Alberti y Baldassare Croce, y una Alegoría de Arte y Ciencia de Giovanni y Cherubino Alberti. El friso en las paredes laterales representa alegorías de las virtudes cardinales, también de Alberti y Croce, y de las virtudes teologales, en la pared opuesta, de los mismos artistas. En el techo esta La apoteosis de San Clemente, obra de Giovanni Alberti.